# Александровка (Ново-Бухтарминська селищна адміністрація)
Алекса́ндровка (каз. Александровка) — село у складі Алтайського району Східноказахстанської області Казахстану. Входить до складу Ново-Бухтарминської селищної адміністрації.
Населення — 90 осіб (2021; 84 у 2009, 162 у 1999, 150 у 1989).
Національний склад станом на 1989 рік:
- росіяни — 100 %